# Мессина, Доменико
Доменико Месси́на (итал. Domenico Messina; род. 12 августа 1962, Кава-де-Тиррени, Кампания) — итальянский футбольный арбитр. Судил матчи итальянской Серии А с 1995 по 2008 год; дебютировал в матче между клубами «Дженоа» и «Падова» 15 января 1995 года. Отсудил около 200 матчей в Серии А.
В 1998 году Мессина был удостоен права судить международные матчи, а с 2001 года — один из элитных судей УЕФА. Его первый матч в Лиге чемпионов проходил между командами «Бавария» и «Пари-Сен-Жермен». Он также отсудил 2 финала Кубка Италии; первый — в 1999 году между «Пармой» и «Фиорентиной», а второй — в 2006 году между «Интернационале» и «Ромой».
В 2006 году Мессина оказался вовлечён в громкий скандал в итальянском футболе. В июле 2007 года Мессина объявил о намерении завершить карьеру по окончании сезона 2007/08, поскольку ему к этому времени исполнится 45 лет — возраст, установленный ФИФА, по достижении которого арбитр должен прекратить судить матчи на высшем уровне.